# Список эпизодов телесериала «Никита»
Список серий американского телевизионного сериала «Никита» 2010 года, выходящего на американском телеканале The CW. Он основан на французском фильме «Её звали Никита», его ремейке «Возврата нет», а также на сериале «Её звали Никита».
Когда Никита была крайне проблемным подростком, от смерти её спасло секретное агентство США, известное как Подразделение, которое подстроило её казнь и убедило, что ей дали второй шанс начать новую жизнь и возможность послужить своей стране. Однако ей не сказали, что её тренировали как шпионку и убийцу. В конце концов Никиту предали и все её мечты были разрушены людьми, которым, как она думала, можно было доверять. И она решила их уничтожить, а в процессе исправить как можно больше ошибок, сделанных ей по принуждению Отдела.

## Обзор сезонов
| Сезон | Сезон | Эпизоды | Оригинальная дата показа | Оригинальная дата показа |
| Сезон | Сезон | Эпизоды | Премьера сезона          | Финал сезона             |
| ----- | ----- | ------- | ------------------------ | ------------------------ |
|       | 1     | 22      | 9 сентября 2010          | 12 мая 2011              |
|       | 2     | 23      | 23 сентября 2011         | 18 мая 2012              |
|       | 3     | 22      | 19 октября 2012          | 17 мая 2013              |
|       | 4     | 6       | 22 ноября 2013           | 27 декабря 2013          |

## Список серий

### Сезон 1 (2010-11)
| № общий | № в сезоне | Название                                     | Режиссёр          | Автор сценария                     | Дата премьеры    | Произв. код | Зрители в США (млн) |
| --- | ---------- | -------------------------------------------- | ----------------- | ---------------------------------- | ---------------- | ----------- | ------------------- |
| 1 | 1          | «Pilot» «Пилотный эпизод»                    | Дэнни Кэнон       | Крейг Сильверстен                  | 9 сентября 2010  | 276051      | 3,57                |
| Когда Никита была трудным подростком, её посадили в тюрьму. Но она была освобождена из камеры смертников таинственным агентством, под названием Отдел, которое сделало из Никиты шпионку и убийцу. Затем агентство и люди, которым она безгранично доверяла — предали её и Никита сбежала… По прошествии 3 лет, находясь в подполье, Никита ищет возмездия и ясно дает понять своему бывшему боссу Перси и её бывшим друзьям Майклу и Биркоффу, что она не остановится ни перед чем, чтобы разоблачить и уничтожить их секретные операции. Отдел продолжает рекрутировать и обучать других молодых людей, среди которых Джейден и Том, стирая всю информацию об их прежней жизни, превращая новичков в бездушных и эффективных убийц. Одной из этих новобранцев стала Алекс — красивая девушка с нелёгким прошлым и её история не так уж отличается от истории Никиты. Все новобранцы проводят часть своей профессиональной подготовки с Амандой — мастером-манипулятором, способной превратить любого гадкого утенка в прекрасного лебедя и любое разбитое сердце в сердце безжалостного убийцы. |            |                                              |                   |                                    |                  |             |                     |
| 2 | 2          | «2.0» «2.0»                                  | Дэнни Кэнон       | Дэвид Левинсон и Крейг Сильверстен | 16 сентября 2010 | 3X6252      | 3,19                |
| Никита попадает в перестрелку на вокзальной станции. Перси и Майкл получают новое задание: доставить преступника по кличке Славик, разыскиваемого за военные преступления, в охраняемое место. Никита узнает об убежище для Славика и пытается сорвать задание, но таинственная группа наёмников, ищущих ядерные материалы, мешают её планам. Алекс активируется раньше, чем ожидалось для специального задания и сразу попадает в перестрелку. Флэшбэк расскажет о поворотном моменте в жизни Никиты. |            |                                              |                   |                                    |                  |             |                     |
| 3 | 3          | «Kill Jill» «Убить Джилл»                    | Дэвид Соломон     | Аманда Сигл                        | 23 сентября 2010 | 3X6253      | 3,15                |
| Никита спасает Джилл, журналистку, которая пытается разоблачить заговор с авиакатастрофой в котором замешан Отдел. Майкл и Перси подозревают, что Биркофф работает на Никиту и отправляют его на допрос к Аманде. Майкл заручается поддержкой новобранцев, Алекс, Джейден и Тома, чтобы они помогли ему найти его последнюю цель. |            |                                              |                   |                                    |                  |             |                     |
| 4 | 4          | «Rough Trade» «Любовник-садист»              | Ник Копус         | Карлос Кото                        | 30 сентября 2010 | 3X6254      | 2,68                |
| Никита узнает кое-что о своем прошлом, когда нанимается в качестве няни к влиятельному государственному чиновнику. В ходе миссии, Майкл приходит на помощь Никите и начинает подозревать, что у Перси есть скрытые мотивы. Тем временем в Отделе, Алекс проходит базовую подготовку и страдает от способа, который придумала Аманда, чтобы излечить её клаустрофобию. |            |                                              |                   |                                    |                  |             |                     |
| 5 | 5          | «The Guardian» «Опекун»                      | Дэвид Соломон     | Альберт Ким                        | 7 октября 2010   | 3X6255      | 2,90                |
| Секреты Отдела оказываются под угрозой обнародования всему миру, когда Оуэн, оперативник Отдела, сбегает вовремя ограбления банка и становится ренегатом. Перси решает лично найти Оуэна, поэтому Майкл заподозрил, что у Перси есть скрытые мотивы. Никита и Оуэн идут голова к голове, пока не сталкиваются с Перси в напряжённом противостоянии. Алекс пробирается в офис Перси, чтобы предупредить Никиту, но там её застает Том и между молодыми людьми возникает интимный момент. |            |                                              |                   |                                    |                  |             |                     |
| 6 | 6          | «Resistance» «Сопротивление»                 | Гай Ферланд       | Калинда Воскуз                     | 21 октября 2010  | 3X6256      | 2,81                |
| Никита узнаёт, кто убил её жениха. На автобус заполненный новобранцами Отдела нападают террористы, которые похищают Алекс и Тома - они не знают, что это тест придуманный Отделом. Перси, Майкл и Аманда наблюдают, как Алекс подвергается пыткам. Алекс вырывается на свободу и обращается к Никите за помощью. Между тем, Никита завоевывает доверие Оуэна и он раскрывает некоторые сокрушительные подробности о смерти Дэниела — жениха Никиты. |            |                                              |                   |                                    |                  |             |                     |
| 7 | 7          | «The Recruit» «Новобранец»                   | Эгиль Эгилссон    | Аманда Сигл                        | 28 октября 2010  | 3X6257      | 2,48                |
| Алекс сообщает Никите, что один из новобранцев был активирован для осуществления самоубийственной миссии. Никита перехватывает новобранца практически под носом у Майкла и обе стороны начинают перестрелку. Тем временем в стенах Отдела другой новобранец решает атаковать охранников, создав невероятный хаос. |            |                                              |                   |                                    |                  |             |                     |
| 8 | 8          | «Phoenix» «Феникс»                           | Дэвид Бэррет      | Джим Барнс                         | 4 ноября 2010    | 3X6258      | 2,41                |
| Отдел посылает Тома устранить Анну - женщину, которая была в тайной связи с американским сенатором. Отдел согласен замести следы, так как сенатор соглашается пропихнуть законопроект, который поможет дальнейшему финансированию Отдела. Никита, с помощью Алекс, попыталась обратиться к родителям Анны, но разговор пошел совсем не так, как она ожидала. |            |                                              |                   |                                    |                  |             |                     |
| 9 | 9          | «One Way» «Билет в один конец»               | Кеннет Финк       | Альберт Ким                        | 11 ноября 2010   | 3X6259      | 2,33                |
| Никита и Майкл временно объединяются в команду, чтобы уничтожить террориста, который убил семью Майкла много лет назад. Когда Перси узнает эту информацию, он посылает агента Отдела убить Никиту, но, в конечном итоге, агент ставит под угрозу срыва миссию, что приводит к захвату Майкла террористической группировкой. Тем временем, в Отделе, Алекс поймана за просмотром медицинских файлов и ей приходится выдумать ложь, в которую она, с помощью шантажа, втягивает Джейден и это ставит под удар её прикрытие. |            |                                              |                   |                                    |                  |             |                     |
| 10 | 10         | «Dark Matter» «Темная материя»               | Дэнни Кэнон       | Карлос Кото                        | 2 декабря 2010   | 3X6260      | 2,30                |
| Никита становится пленницей ЦРУ. Оуэн делится секретной информацией о черных ящиках Отдела со СМИ, свидетельствуя, что правительство США несет ответственность за убийства в Чили. В результате, Перси ложно обвиняет агента ЦРУ, Райана, в преступлении. Никита и Оуэн отправляются в Чили, чтобы спасти Райана от наёмников, но попадают в плен. Пытаясь спасти их жизни, Никита раскрывает секреты Отдела Райану. Тем временем, в Отделе, Алекс шпионит за Перси и Биркоффом и становится свидетельницей такой стороны Перси, которой она прежде никогда не видела. |            |                                              |                   |                                    |                  |             |                     |
| 11 | 11         | «All the Way» «До конца»                     | Терренс O'Хара    | Крейг Сильверстен                  | 9 декабря 2010   | 3X6261      | 2,29                |
| Алекс сообщает Никите, что Отдел отправляет её на первую миссию – она должна убить лидера преступного синдиката. Алекс непросто принять на себя ответственность за чью-то жизнь, но Никита успокаивает её и предлагает оказать помощь в этой миссии. Биркофф сообщает Перси и Майклу, что он обнаружил программу, которую некий шпион использует для связи с Никитой во внешнем мире. Когда миссия идет не так, как планировалось, Никита принимает быстрое решение, которое должно очистить имя Алекс. Тем временем в Отделе, Джейден пытается обвинить Алекс в шпионаже, но Том устраивает шокирующую аварию, чтобы снять с Алекс подозрения. |            |                                              |                   |                                    |                  |             |                     |
| 12 | 12         | «Free» «На свободе»                          | Джонатан Глэсснер | Калинда Воскуз                     | 27 января 2011   | 3X6262      | 2,62                |
| Став агентом, Алекс получает новую квартиру и работу для прикрытия. Она встречается со своим новым соседом - Нейтом, который приглашает её на вечеринку в своем доме. Никита предупреждает Алекс о том, как опасны связи с людьми, но Алекс разрывается между обязанностями в Отделе и нормальной жизнью. Никита понимает, что Отдел имплантировал чип-убийцу в голову Алекс и пытается установить контроль над чипом. В то же время допрашивая Биркоффа, Никита ошеломляет Райана раскрытием секретов. |            |                                              |                   |                                    |                  |             |                     |
| 13 | 13         | «Coup de Grace» «Удар милосердия»            | Натан Хоуп        | Альберт Ким                        | 3 февраля 2011   | 3X6263      | 2,40                |
| Алекс получает первое групповое задание: миссия нескольких агентов - убить принца Грузии на открытии выставки в музее. Алекс сообщает Никите детали операции, чтобы помешать убийству. Однако, Никита доверяет не тому человеку, и их планы срываются, в результате возникает противостояние и в Отделе узнают, что Никита находится в здании. Перси посылает Майкла убить Никиту. |            |                                              |                   |                                    |                  |             |                     |
| 14 | 14         | «The Next Seduction» «Следующее извращение»  | Дэвид Соломон     | Карлос Кото                        | 10 февраля 2011  | 3X6264      | 1,89                |
| Райан перехватывает сообщение о ввозе в США опасного, передового оружия и просит Никиту помочь ему остановить поставки. Никита обнаруживает, что за поставками оружия стоит человек, с которым она, когда-то, была вынуждена иметь отношения по приказу Отдела. Никита, неохотно, притворяется Жозефиной — своей альтер эго, чтобы добраться до этого оружия. Тем временем, Майкл вмешивается в новую жизнь Алекс с Нейтаном. |            |                                              |                   |                                    |                  |             |                     |
| 15 | 15         | «Alexandra» «Александра»                     | Кен Финк          | Эндрю Колвил                       | 17 февраля 2011  | 3X6265      | 2,10                |
| Чтобы выполнить миссию для Отдела, Алекс обращается к Ирине - женщине из её прошлого. Алекс хочет помочь Ирине убежать от похитителей, но подруга предает её и жизнь Алекс оказывается в руках Влада - русского гангстера. Никита пытается спасти Алекс, но сталкивается с Майклом, который ищет своего пропавшего агента. Понимая, что не может выдать тайну Алекс, Никита должна найти способ сотрудничать с Майклом для спасения Алекс и не допустить, чтобы Отдел убил её подругу. |            |                                              |                   |                                    |                  |             |                     |
| 16 | 16         | «Echoes» «Эхо»                               | Ник Копус         | Кристен Ридл                       | 24 февраля 2011  | 3X6266      | 2,14                |
| Для того, чтобы ускорить выздоровление Алекс после её последней миссии, Аманда дает Алекс наркотики. Она надеется, что под действием психотропных средств Алекс расскажет свои секреты. Никита, понимая, что Алекс в опасности, пытается обеспечить ей другую личность и вывезти из страны. Но контакт Никиты предал её, и она сталкивается лицом к лицу с удивительным противником. Тем временем, Майкл начинает подозревать Алекс и просит Биркоффа следить за ней. |            |                                              |                   |                                    |                  |             |                     |
| 17 | 17         | «Covenants» «Соглашение»                     | Эгиль Эгилссон    | Джим Барнс                         | 7 апреля 2011    | 3X6267      | 1,82                |
| Майкл заявляется к Никите в её логово и говорит, что он знает, что Алекс - шпионка. Он сообщает Никите, что у неё есть 24 часа, чтобы найти Касима, человека, убившего семью Майкла или он расскажет Перси об Алекс. |            |                                              |                   |                                    |                  |             |                     |
| 18 | 18         | «Into the Dark» «Во мраке»                   | Джеффри Хант      | Альберт Ким                        | 14 апреля 2011   | 3X6268      | 2,21                |
| Оуэн возвращается с информацией об одном из черных ящиков Перси. Никита отправляется вместе с ним в Лондон, чтобы забрать ящик, но замечает, что её напарник ведёт себя странно. Оуэн заявляет Никите, что он хочет обнародовать содержимое черного ящика и когда Никита не соглашается - Оуэн ополчается против неё. Между тем, Перси узнает, что Никита находится в Лондоне и приказывает Майклу убить её. Кроме того, Аманда подслушивает разговор Джейден и Алекс о побеге через туннель и отправляет Алекс на детектор лжи, чтобы узнать правду о ней раз и навсегда. |            |                                              |                   |                                    |                  |             |                     |
| 19 | 19         | «Girl's Best Friend» «Лучшие друзья девушек» | Роберт Либерман   | Карлос Кото                        | 21 апреля 2011   | 3X6269      | 2,01                |
| Никита решает, что для Алекс пришло время оставить Отдел. Никита считает, что для Алекс становится слишком опасно работать на Отдел и решает, что ей пора уходить. Алекс соглашается, но, прежде чем осуществить план, она и Джейден должны выполнить миссию, целью которой является не позволить сыну иностранного президента продать недавно разработанный нервный токсин. Дела идут наперекосяк, и Алекс должна сделать выбор: спасти миссию или спасти себя. |            |                                              |                   |                                    |                  |             |                     |
| 20 | 20         | «Glass Houses» «Стеклянный дом»              | Ральф Хемекер     | Калинда Воскуз                     | 28 апреля 2011   | 3X6270      | 1,72                |
| Разочарованный тем, что Никита по-прежнему перехватывает его черные ящики, Перси отправляет Майкла проверить один из ящиков и приставленного к нему охранника. Никита добирается до небольшого городка в Пенсильвании, но с удивлением обнаруживает, что охранник ящика – это обычная женщина по имени Дана, которая оставила свой пост и пытается жить нормальной жизнью с мужем и ребенком. Напряжённость возрастает, когда Майкл вынужден доложить о действиях Даны и свора Отдела пытается уничтожить любые доказательства её существования. Тем временем, Алекс и Джейден вступают в конфронтацию, и Натан оказывается меж двух огней. |            |                                              |                   |                                    |                  |             |                     |
| 21 | 21         | «Betrayals» «Предательство»                  | Эгиль Эгилссон    | Эндрю Колвил                       | 5 мая 2011       | 3X6271      | 2,00                |
| Майкл узнав, что Перси приказал Отделу убить каждого, кто может расшифровать черные ящики, просит Никиту спасти последнего человека из списка - криптографа ЦРУ по имени Малькольм. Никита похищает Малькольма и отвозит его к Райану для защиты. Между тем, Перси отыгрывается на Алекс. |            |                                              |                   |                                    |                  |             |                     |
| 22 | 22         | «Pandora» «Пандора»                          | Кен Финк          | Крейг Сильверстен                  | 12 мая 2011      | 3X6272      | 1,94                |
| В ошеломляющем финале сезона, Перси пытается захватить пост руководителя ЦРУ, Алекс становиться изгоем, а Майкл пойманный в ловушку внутри Отдела не в состоянии помочь Никите, которой, возможно, придётся заплатить своей жизнью, чтобы помочь Алекс. |            |                                              |                   |                                    |                  |             |                     |

### Сезон 2 (2011-12)
| № общий | № в сезоне | Название                              | Режиссёр           | Автор сценария       | Дата премьеры    | Произв. код | Зрители в США (млн) |
| --- | ---------- | ------------------------------------- | ------------------ | -------------------- | ---------------- | ----------- | ------------------- |
| 23 | 1          | «Game Change» «Смена игры»            | Дэнни Кэнон        | Крейг Сильверстен    | 23 сентября 2011 | 3X7151      | 1,85                |
| Никита и Майкл устраивают заговор с целью ликвидировать Отдел и Надзор - для этого они готовы использовать содержимое черного ящика. Аманда в настоящее время управляет Отделом, но к ней приставили одного из новых агентов по имени Шон, чтобы следить за ней. Первая миссия Аманды - вернуть черный ящик украденный Никитой. Чтобы сделать это Аманда пытается заручиться поддержкой Алекс. Но Алекс отказывается помогать, до тех пор, пока Аманда не пообещает ей, что поможет найти человека убившего отца Алекс. Между тем, Никита и Майкл получают помощь от неожиданного союзника.                                                                                 |            |                                       |                    |                      |                  |             |                     |
| 24 | 2          | «Falling Ash» «Падающий пепел»        | Эгиль Эгилссон     | Калинда Воскуз       | 30 сентября 2011 | 3X7152      | 1,73                |
| При расследовании старых коррумпированных программ отдела, всплывает название – «Р9». Никита и Майкл сталкиваются с Оуэном. Он сообщает, что ищет доктора Джозефа Марса, который является не только идейным вдохновителем «P9», но также изобретателем «Режима» и может помочь Оуэну избавиться от опасной зависимости. Майкл считает, что Оуэну не следует доверять, но Никита решает, что они, втроем, должны объединить силы. Тем временем Перси просит о встрече с Алекс. |            |                                       |                    |                      |                  |             |                     |
| 25 | 3          | «Knightfall» «Падение рыцаря»         | Кен Финк           | Карлос Кото          | 7 октября 2011   | 3X7153      | 1,57                |
| Биркофф рассказывает Никите и Майклу, что чёрный ящик содержит файл с досье Рамона — террориста находящегося в международном розыске, который принимал заказы на некоторые серьёзные политические убийства и сейчас работает на Отдел. Эта новость расстраивает Никиту, так как несколько лет назад, будучи агентом, она захватила Рамона и передала его в руки Перси. Аманда убеждает Алекс убить Антона Коченко, человека, который раньше работал с отцом Алекс, и планирует выпустить Рамона, чтобы он выполнил заказ на убийство. Однако когда Никита нарушает её план, Аманда наносит ответный удар, забрав то, что Никита любит больше всего.                         |            |                                       |                    |                      |                  |             |                     |
| 26 | 4          | «Partners» «Партнёры»                 | Дермот Доунс       | Кристен Ридл         | 14 октября 2011  | 3X7154      | 1,65                |
| Никита ошеломлена новостью - её давняя напарница и подруга из Отдела - Келли сбежала из турецкой тюрьмы. Зная, что Аманда начнет охоту на Келли, Никита говорит Майклу, что они должны отправиться в Турцию, чтобы помочь Келли. Аманда посылает Алекс и Рона в Европу, чтобы не допустить воссоединения бывших партнёров. |            |                                       |                    |                      |                  |             |                     |
| 27 | 5          | «Looking Glass» «Зеркало»             | Кен Гиротти        | Альберт Ким          | 21 октября 2011  | 3X7155      | 1,69                |
| Майкл узнает, что Кассандра, женщина за которой он когда-то ухаживал по приказу Отдела, в опасности. Чувствуя вину из-за того, как закончились их отношения, Майкл хочет помочь Кассандре, но Никита подозревает, что это нечто большее, чем желание очистить совесть. Аманда манипулирует Алекс, чтобы помочь ей выполнить миссию, но Шон, запутавшийся в паутине лжи Аманды, начинает сомневаться в истинных целях Отдела. |            |                                       |                    |                      |                  |             |                     |
| 28 | 6          | «343 Walnut Lane» «Ореховая аллея»    | Ник Копус          | Эндрю Колвил         | 28 октября 2011  | 3X7156      | 1,77                |
| При поиске информации в черном ящике, Биркофф натыкается на свидетельство о рождении Никиты. Никита и Майкл разыскивают отца Никиты - Ричарда, но встреча проходит совсем не так, как ожидала Никита. Перси говорит Алекс, что черный ящик находящийся у Никиты содержит информацию, которая могла бы помочь ей отомстить за смерть её отца. |            |                                       |                    |                      |                  |             |                     |
| 29 | 7          | «Clawback» «Возмещение ущерба»        | Эгиль Эгилссон     | Майкл Брэндон Гурсио | 4 ноября 2011    | 3X7157      | 1,79                |
| Находясь в тюрьме, Райан обнаруживает схемы, которые показывают, как Отдел получает финансирование. Райан назначает встречу Никите, чтобы рассказать всё ей, но Аманда перехватывает их закодированные сообщения и оповещает Отдел, который посылает одного из своих людей, чтобы допросить Райана. Никита и Майкл вступают в схватку, чтобы вытащить Райана из тюрьмы раньше, чем до него доберется Отдел. Между тем, Алекс выслеживает Гоголь и, в результате, она сталкивается лицом к лицу с кем-то из её прошлого. |            |                                       |                    |                      |                  |             |                     |
| 30 | 8          | «London Calling» «Лондон зовёт»       | Джеффри Хант       | Калинда Васкес       | 11 ноября 2011   | 3X7158      | 1,89                |
| Майкл встревоженный сообщением о том, что Кассандра оказалась в беде, бросается ей на помощь. Он узнает, что генерал Тупелов обвиняет Кассандру в краже двухсот миллионов долларов и угрожает убить её, если она не вернет деньги. Однако, когда в истории Кассандры появляются неточности, Никита начинает подозревать, что бывшая подружка Майкла что-то скрывает. Между тем, Алекс получает очень заманчивое предложение от Перси, который может дать ей ресурсы для устранения Семака. |            |                                       |                    |                      |                  |             |                     |
| 31 | 9          | «Fair Trade» «Обмен»                  | Ник Копус          | Карлос Кото          | 18 ноября 2011   | 3X7159      | 1,79                |
| Никита крадет фонды Надзора, вынуждая их устроить экстренное совещание. Никита и Биркофф, придумывают, как можно следить за встречей, чтобы Никита могла идентифицировать других членов Надзора, но план проваливается и Шон захватывает Биркоффа. Аманда требует, чтобы Биркофф выдал местонахождение Никиты, но он отказывается предать друга и Аманда применяет пытки. Тем временем Алекс начинает действовать, чтобы вернуть империю своего отца. Учитывая, что за её голову назначена награда, Алекс понимает, что самый лёгкий способ тайно проникнуть в Россию – это тот же способ, благодаря которому она была вывезена - через незаконную контрабанду секс-рабынь. |            |                                       |                    |                      |                  |             |                     |
| 32 | 10         | «Guardians» «Хранители»               | Дуайт Литтл        | Альберт Ким          | 2 декабря 2011   | 3X7160      | 1,68                |
| Майкл уезжает из города и Никита обращается к Оуэну, чтобы он помог ей отыскать, а затем украсть у Хранителя другой черный ящик. К своему сожалению, она обнаруживает, что Оуэн работает на сомнительного работодателя, который может подвергнуть опасности план Никиты. Аманда узнает, что Алекс получила секретную информацию о Семаке и эта информация могла быть получена только от Перси. Разъярённая тем, что Перси её обошел, она лишает его всех удобств. Тем временем Алекс, вернувшись домой, в Россию, наконец, начинает действовать против Семака. |            |                                       |                    |                      |                  |             |                     |
| 33 | 11         | «Pale Fire» «Бледный огонь»           | Деран Сарафиэн     | Кристен Ридл         | 6 января 2012    | 3X7161      | 1,56                |
| Алекс возвращается домой, чтобы убить Семака. Миссия Алекс по устранению Гоголя достигает кульминации, когда она проникает в дом своего детства и сталкивается с призраками из прошлого. Выполняя совершенно другую миссию, Никита также оказывается в особняке, из которого хочет украсть черный ящик Семака. Когда Никита и Алекс сталкиваются, они решают объединить силы, но их планам мешает главный контрольно-пропускной пункт. Тем временем, Майкл и Оуэн работают вместе, чтобы выяснить секретный план Перси и Надзора. |            |                                       |                    |                      |                  |             |                     |
| 34 | 12         | «Sanctuary» «Убежище»                 | Стивен A. Адельсон | Эндрю Колвил         | 13 января 2012   | 3X7162      | 1,49                |
| Шон атакует Никиту и Майкла, чтобы защитить свою мать. Между тем, Перси берет верх над Амандой и угрожает уничтожить Отдел, если она не отпустит его. |            |                                       |                    |                      |                  |             |                     |
| 35 | 13         | «Clean Sweep» «Полная зачистка»       | Брэд Тёрнер        | Калинда Васкес       | 3 февраля 2012   | 3X7163      | 1,45                |
| Перси приказывает своим Хранителям держать членов Надзора в заложниках до тех пор, пока Аманда не согласится выполнить его требования. Если она откажется - Хранители расстреляют всех членов Надзора и выпустят смертоносный газ в помещении Отдела, который мгновенно убьет всех, в том числе Аманду. Никита разрывается между желанием отомстить врагу и спасением невинных жизней внутри Отдела. Между тем, Шон едва не сходит с ума, желая спасти свою мать из рук Перси, и обращается к Никите, Майклу и Алекс за помощью. |            |                                       |                    |                      |                  |             |                     |
| 36 | 14         | «Rogue» «Беглец»                      | Брэд Тёрнер        | Карлос Кото          | 10 февраля 2012  | 3X7164      | 1,45                |
| Перси продолжает осуществлять свой план по захвату Отдела, угрожая убить наставницу Никиты – Карлу. Когда-то эта женщина забрала Никиту с улиц и помогла бороться с наркозависимостью. Решив предупредить Карлу об опасности, Никита использует Мэдлин, чтобы послать наставнице сообщение. Но Перси перехватывает сообщение, и события превращаются в гонку на опережение – кто первым доберется до Карлы?! Тем временем Аманда говорит Алекс, что для неё настало время вернуть себе «Зетров» и показать к миру, что Александра Удинова жива. |            |                                       |                    |                      |                  |             |                     |
| 37 | 15         | «Origins» «Начало»                    | Брэд Тёрнер        | Альберт Ким          | 17 февраля 2012  | 3X7165      | 1,51                |
| Никита и Майкл пытаются помочь Карле вспомнить её прошлое, которое является ключом к уничтожению Отдела. Карла рассказывает о ночи, когда Никита была арестована – Никита шокирована тем, что она узнает. Тем временем Алекс появляется на пресс-конференции Зетров, где Семак вынужденно объявляет, что она - Александра Удинова. |            |                                       |                    |                      |                  |             |                     |
| 38 | 16         | «Doublecross» «Обман»                 | Эгиль Эгилссон     | Кристен Рейдел       | 16 марта 2012    | 3X7166      | 1,51                |
| В Отделе начинается паника, когда их агентов убивают одного за другим. Аманда понимает, что за убийствами стоит Перси – он пытается подорвать её власть при помощи других агентов Отдела. Она неохотно связывается с Никитой и делает ей предложение, от которого трудно отказаться – Никита должна остановить Перси, в обмен - Аманда отпустит Райана. |            |                                       |                    |                      |                  |             |                     |
| 39 | 17         | «Arising» «Восходящий»                | Карен Гавиола      | Эндрю Колвил         | 23 марта 2012    | 3X7167      | 1,56                |
| Майкл впадает в ярость, когда раскрывает секрет, который Кассандра хранила от него. Он и Никита летят в Москву, чтобы противостоять Кассандре. В то же время, Алекс предпринимает последнюю попытку найти свою мать, посылая закодированное, в телевизионном интервью, сообщение. |            |                                       |                    |                      |                  |             |                     |
| 40 | 18         | «Power» «Власть»                      | Крис Пеппе         | Карлос Кото          | 30 марта 2012    | 3X7168      | 1,32                |
| Аманда и Ари устраивают совещание совета директоров Зетров и готовятся принять управление компанией. После жаркой, лицом к лицу, конфронтации между Никитой и Амандой, Никита вспоминает, какой была Аманда, когда она впервые попала в Отдел. Тем временем Алекс удивляет Ари, появившись на совещании совета со старинным и влиятельным другом. |            |                                       |                    |                      |                  |             |                     |
| 41 | 19         | «Wrath» «Ярость»                      | Джеффри Хант       | Альберт Ким          | 20 апреля 2012   | 3X7169      | 1,39                |
| Когда Никита работала на Отдел, её заданием стал человек по имени Николас Брандт, и она проникла в его ближайшее окружение. Никита захватила Николаса и последующие пять лет он пребывал за решеткой в секретной тюрьме ЦРУ. Однако, Перси освободил Брандта, и первой миссией Николаса стало поймать Никиту, чтобы отомстить. Когда она оказывается в его власти, он подвергает её пыткам, принуждая Никиту столкнуться лицом к лицу с той стороной себя, которую, как ей казалось, она уже давно похоронила. Между тем, Перси продолжает игры разума с Майклом, Алекс и Шоном, толкая одного из них на грань смерти.                                                      |            |                                       |                    |                      |                  |             |                     |
| 42 | 20         | «Shadow Walker» «Призрачный странник» | Ник Копус          | Кристен Рейдел       | 26 апреля 2012   | 3X7170      | 1,29                |
| Никита с трудом убеждает Биркоффа использовать 20 миллионов долларов собственных денег для осуществления операции по разорению Перси и Отдела. Но план проваливается и у Биркоффа крадут все сбережения. Отношения между Биркоффом и Никитой становятся более чем напряжёнными. Тем временем у команды Никиты появляется последний шанс, чтобы наказать Перси, но Биркоффа арестовывают при попытке вернуть свои миллионы. Никита понимает, что она должна вытащить его из тюрьмы прежде, чем это сделает Отдел. Майкл и Алекс отправляются по следу украденных денег, а Никита осуществляет план по спасению Биркоффа.                                                     |            |                                       |                    |                      |                  |             |                     |
| 43 | 21         | «Dead Drop» «Тайная связь»            | Майкл Робинсон     | Калинда Васкес       | 3 мая 2012       | 3X7171      | 1,22                |
| Когда, кажется, что план Перси связанный с ядерным оружием выходит из-под контроля, Райан предлагает обратиться за помощью к директору ЦРУ - Моргану Кендрику. Никита категорически отвергает это предложение и крайне удивлена тем, что Майкл встает на сторону Райана. Напряжение возрастает, когда Никита доказывает свою правоту, после того, как выясняется, что Кендрик связан с Перси. Тем временем Шон получает ранение от людей Перси, потрясая Алекс до глубины души. |            |                                       |                    |                      |                  |             |                     |
| 44 | 22         | «Crossbow» «Арбалет»                  | Денни Кэннон       | Эндрю Колвил         | 11 мая 2012      | 3X7172      | 1,25                |
| Перси звонит президенту Соединенных Штатов и угрожает ядерным взрывом, если его требования не будут выполнены. Биркофф находит двух учёных, которые могут остановить новый ядерный спутник Перси, поэтому Никита и Майкл отправляются за одним учёным, а Шон и Алекс ищут другого. Алекс и Шон попадают в ловушку, в том самом месте, которое Перси взрывает, чтобы продемонстрировать свою власть. Тем временем Никита понимает, что лучший способ остановить Перси – это пробраться в нутро монстра – в сам Отдел. |            |                                       |                    |                      |                  |             |                     |
| 45 | 23         | «Homecoming» «Возвращение домой»      | Эгиль Эгилссон     | Карлос Кото          | 18 мая 2012      | 3X7173      | 1,42                |
| Никита и Майкл вторгаются в Отдел, пытаясь захватить Перси. Алекс и Шон попадают в смертельную перестрелку с американскими морскими пехотинцами, а Райан старается убедить президента Соединенных Штатов не уничтожать Отдел, пока он не убедится, что Никита и Майкл благополучно выбрались из здания, но президент стремится покончить с господством Перси. Тем временем Биркофф обращается к Соне за помощью, а Никита загоняет Перси в угол в его офисе, но он достает свой последний козырь, который может стоить ей победы. |            |                                       |                    |                      |                  |             |                     |

### Сезон 3 (2012-13)
| № общий | № в сезоне | Название                                             | Режиссёр       | Автор сценария                | Дата премьеры   | Произв. код | Зрители в США (млн) |
| --- | ---------- | ---------------------------------------------------- | -------------- | ----------------------------- | --------------- | ----------- | ------------------- |
| 46 | 1          | «3.0» «3.0»                                          | Эгил Эгилссон  | Крэйг Силверштейн             | 19 октября 2012 | 3X7351      | 0,95                |
| Новый Отдел. Новое лидерство - Райан берет на себя руководство Отделом и Никита - поддерживает его. Их первая миссия при новом режиме - обнаружить «Грязную тридцатку» - агентов-изгоев, которые не ответили на вызов Отдела после того, как был убит Перси. Их первая миссия идет не по плану: Майкла арестовывают, что вынуждает Никиту сменить стратегию, чтобы придумать план спасения для него. Алекс изображает её альтер эго (испорченную российскую княжну Александру Удинову), очень необычным способом, так как это часть плана Майкла. Тем временем Биркофф изо всех сил пытается поддерживать деловые отношения с Соней, несмотря на то, что его всё сильнее влечёт к ней. |            |                                                      |                |                               |                 |             |                     |
| 47 | 2          | «Innocence» «Невинность»                             | Джон Бэдэм     | Мэри Тран                     | 26 октября 2012 | 3X7353      | 0,81                |
| Никита, Майкл и команда спасает молодую девушку по имени Лиза, которая была пленницей бывшего агента Отдела – Уэйда. Уэйд промыл мозги Лизе и обучил её, чтобы сделать агентом Отдела и помочь ему в его собственной личной миссии. Никита отчаянно пытается достучаться до Лизы, но в момент всеобщего хаоса, девушка сбегает из Отдела. Команда стремится найти её прежде, чем она сможет закончить свою миссию и взорвать очень важную цель. Тем временем похищение Лизы вызывает болезненные воспоминания у Алекс. |            |                                                      |                |                               |                 |             |                     |
| 48 | 3          | «True Believer» «Истинноверующий»                    | Дэнни Кэннон   | Карлос Кото                   | 2 ноября 2012   | 3X7352      | 1,14                |
| Когда Райан рассказывает Никите, что их тайный агент была арестована, и они должны вытащить её из тюрьмы, Никита начинает задавать вопросы о том, почему Отдел продолжает выполнять старые миссии Перси. Никита, Майкл и Шон пытаются остановить террористическую атаку, но один человек совершенно не в себе, после того, как в Алекс стреляли. Между тем, Биркофф и Соня продолжают препираться. |            |                                                      |                |                               |                 |             |                     |
| 49 | 4          | «Consequences» «Последствия»                         | Ник Копус      | Кристен Рейдель               | 9 ноября 2012   | 3X7354      | 0,86                |
| Аманда посылает бывшего агента Отдела - Энн похитить Оуэна из российской тюрьмы, но Оуэну удается избежать захвата и он отправляет сообщение Никите, что он свободен. Никита разыскивает его и делится последними новостями. Оуэн потрясен тем, что Никита теперь работает на Отдел, но все же возвращается с ней на базу. Майкл и Райан не уверены, что они могут доверять Оуэну, но Никита поддерживает друга. |            |                                                      |                |                               |                 |             |                     |
| 50 | 5          | «The Sword's Edge» «Лезвие меча»                     | Кеннет Финк    | Альберт Ким                   | 30 ноября 2012  | 3X7355      | 1,20                |
| Отдел обнаруживает одного из своих агентов-изгоев - Маркова, который работал под прикрытием в течение шести лет, был избран Президентом Республики Узбекистан и планирует убить президента Соединенных Штатов Америки. Райан признается команде, что они ходят по тонкому льду, так как президент пригрозила, что она уничтожит Отдел, если общественность узнает о секретном агентстве и агентах отступниках. Никита и Майкл приходят в ярость из-за того, что Райан держал эту информацию в тайне от них. Теперь они должны придумать, как спасти жизнь президента, не сообщая ей об опасности. Между тем Алекс обнаруживает заговор, целью которого является Оуэн. |            |                                                      |                |                               |                 |             |                     |
| 51 | 6          | «Sideswipe» «Удар под дых»                           | Джошуа Батлер  | Терри Маталас и Трэвис Фикетт | 7 декабря 2012  | 3X7356      | 1,19                |
| Никита и Майкл захватывают Сайруса, торговца оружием, который закупает различные оружейные устройства для Ари. Никита убеждает Райана позволить им использовать Сайруса в качестве приманки, чтобы захватить Аманду, но Сайрусу удается избежать ловушки. Однако, когда Аманда дважды обманывает Сайруса, его единственной надеждой на выживание становится Никита. Тем временем Биркофф идет по горячим следам шпиона Аманды, а Алекс начинает распутывать клубок лжи. |            |                                                      |                |                               |                 |             |                     |
| 52 | 7          | «Intersection» «Точка пересечения»                   | Дуайт Литтл    | Майкл Брэндон Герико          | 18 января 2013  | 3X7357      | 1,27                |
| Биркофф сообщает Никите, что Соня является шпионкой Аманды. Аманда не только активировала чип-убийцу Сони, она также послала в Отдел второго шпиона, чтобы следить за Соней. Никита, Майкл и Райан разрабатывают план, чтобы при помощи Сони узнать, где скрывается Аманда. А Биркофф устраивает ловушку для второго шпиона. Тем временем, Майкл старается помочь Алекс избавиться о наркозависимости, и она умоляет его не рассказывать об этом Никите. |            |                                                      |                |                               |                 |             |                     |
| 53 | 8          | «Aftermath» «Последствия»                            | Брэд Тёрнер    | Карлос Кото                   | 25 января 2012  | 3X7358      | 1,53                |
| Никита и Оуэн сражаются против агента отступника по прозвищу «Уборщик», которого зовут Лиэм, в то время как Майкл занимает новую должность в Отделе. Отношения между Майклом и Никитой становятся все более напряжёнными, когда он наблюдает за совместной работой Оуэна и Никиты. |            |                                                      |                |                               |                 |             |                     |
| 54 | 9          | «Survival Instincts» «Инстинкт выживания»            | Джон Шоуолтер  | Альберт Ким                   | 1 февраля 2013  | 3X7359      | 1,23                |
| Рэй, агент отступник, похищает свою подругу Кейт, поэтому Райан посылает команду, чтобы спасти её. Никита удивляется, когда Майкл дает ей в напарники Оуэна, вместо того, чтобы идти самому. Тем временем Шон принимает решение касающееся Алекс. |            |                                                      |                |                               |                 |             |                     |
| 55 | 10         | «Brave New World» «Новый мир»                        | Марк Д. Элперт | Кристен Рейдель               | 8 февраля 2013  | 3X7360      | 1,34                |
| Майкл решает оставить место полевого агента и вновь принимает должность управляющего операциями Отдела. После изучения ключевой информации от Биркоффа, Никита готовит секретную миссию, которая заводит её на опасную территорию. Когда Майкл, Алекс и Райан узнают об этом, они следуют за ней в Косово, но результат имеет далеко идущие последствия для Отдела. |            |                                                      |                |                               |                 |             |                     |
| 56 | 11         | «Black Badge» «Черный значок»                        | Давид Гроссман | Мэри Тран                     | 22 февраля 2013 | 3X7361      | 1,24                |
| Агент ЦРУ по имени Наоми сталкивается с файлом, детализирующим причастность Мэдлин Пирс к Отделу, и передает файл директору ЦРУ, Моргану Кендрику. Когда, вскоре после этого, Кендрика убивают, Аманда подтасовывает улики таким образом, чтобы подозрение пало на Шона, и ЦРУ арестовывает его. Никита обещает Алекс, что они освободят Шона и придумывает план, который может либо спасти его, либо стоить ему жизни. |            |                                                      |                |                               |                 |             |                     |
| 57 | 12         | «With Fire» «С огнём»                                | Эгил Эгилссон  | Карлос Кото                   | 1 марта 2013    | 3X7362      | 1,01                |
| После того, как Биркофф получает подсказку от шпионской программы, что Ари находится в Нью-Йорке, Никита и Оуэн захватывают его прежде, чем это успевает сделать ФБР. Однако, Ари признает, что запланировал всё это ради шанса увидеться с Никитой. Он говорит ей, что Аманда зашла слишком далеко и сотрудничает с террористом, который планирует нападение на американскую территорию. Ари хочет пятьдесят миллионов долларов за информацию, которая поможет привести к захвату террориста. Никита и Майкл ошеломлены, когда Райан решает заплатить требуемую сумму. Тем временем Шон ревнует Алекс к Оуэну. |            |                                                      |                |                               |                 |             |                     |
| 58 | 13         | «Reunion» «Воссоединение»                            | Джон Кассар    | Терри Маталас и Трэвис Фикетт | 8 марта 2013    | 3X7363      | 1,37                |
| Чтобы получить контроль над черным ящиком, Аманда планирует похитить сына Ари - Стефана, и использовать его, шантажируя отца. Все еще находясь в заключении у Отдела, Ари умоляет Никиту о помощи. Однако, телохранителю Стефана, по имени Крейг, удается захватить Никиту и Аманду, поэтому женщины вынуждены действовать сообща, чтобы сбежать. В это время Оуэн разъярён тем, что Майкл назначил Алекс на замену Никите вместо него. |            |                                                      |                |                               |                 |             |                     |
| 59 | 14         | «The Life We've Chosen» «Жизнь, которую мы выбрали»  | Брэд Тернер    | Альберт Ким                   | 15 марта 2013   | 3X7364      | 1,21                |
| Аманда берет Алекс в заложницы и говорит Никите, что освободит Алекс в обмен на Ари. Майкл поручает Никите и Шону разобраться с обменом заключёнными, но в последнюю минуту Райан добавляет к команде Оуэна, что вызывает у Майкла подозрения. В то же время, находясь в заточении, Алекс оказывает поддержку ещё одной заложнице по имени Лариса и клянется освободить их обеих из тюрьмы, но в итоге её обещание вступит в противоречии с планом Никиты по освобождению и вынудит Алекс выбирать между Никитой и обещанием Ларисе. |            |                                                      |                |                               |                 |             |                     |
| 60 | 15         | «Inevitability» «Неизбежность»                       | Марк Болдуин   | Кристен Рейдель               | 22 марта 2013   | 3X7365      | 1,22                |
| Когда Никита решает, что Отдел должен взять на себя правительственную миссию по устранению президента республики Чад, в то время как он находится в Париже, Алекс высказывает недовольство и отказывается участвовать в миссии. Расстроенная тем, что Никита хранит от всех секреты, так же, как это делал Перси, Алекс подбивает Биркоффа раскрыть секреты Данфорта и использовать их в качестве рычага, если ситуация с правительством обострится. Однако вскоре, Алекс и Биркофф натыкаются на столь колоссальную тайну, что это может взорвать отдел - в буквальном смысле. |            |                                                      |                |                               |                 |             |                     |
| 61 | 16         | «Tipping Point» «Переломный момент»                  | Дуайт Литтл    | Оливер Григсби                | 5 апреля 2013   | 3X7366      | 1,23                |
| Никита и Майкл узнают о новом протезе руки, который помог бы Майклу стать прежним, но цена протеза невероятна высока. Между тем, перед Алекс и Шоном поставлена задача провести расследование внутри отдела и выяснить, кто стоит за мятежом, который закончился кровопролитием. |            |                                                      |                |                               |                 |             |                     |
| 62 | 17         | «Masks» «Маски Маски»                                | Крис Пеппе     | Камран Паша                   | 12 апреля 2013  | 3X7367      | 1,15                |
| Алекс рассказывает Биркоффу о своем желании покинуть Отдел. Аманда предоставляет Оуэну то, что он никогда не был в состоянии найти – воспоминания о его реальном прошлом. |            |                                                      |                |                               |                 |             |                     |
| 63 | 18         | «Broken Home» «Распавшаяся семья»                    | Джон Бэдэм     | Терри Маталас и Трэвис Фикетт | 19 апреля 2013  | 3X7368      | 0,97                |
| Подвергаясь ужасающему процессу психологической обработки со стороны Аманды, Никита отправляется в страшное путешествие сквозь её воспоминания. В процессе она узнает самый страшный и глубоко спрятанный секрет Аманды. |            |                                                      |                |                               |                 |             |                     |
| 64 | 19         | «Self-Destruct» «Саморазрушение»                     | Ник Копус      | Кристен Рейдель               | 26 апреля 2013  | 3X7369      | 0,95                |
| Восстановившись после ранения Райан возвращается в Отдел и узнает, что из 300 агентов осталось лишь 14. Дабы избежать потенциальной зачистки, санкционированной президентом, он решает подстроить взрыв Отдела. В это же время Алекс вымещает своё зло на местной банде наркоторговцев. Никита и Майкл помогают ей выпустить пар и убеждают вернуться с ними в Отдел. После того как Райан отпускает оставшихся агентов, Никита убеждает его придержать план по уничтожению Отдела до того момента, пока они не остановят Аманду и не найдут Черный Ящик. |            |                                                      |                |                               |                 |             |                     |
| 65 | 20         | «High-Value Target» «Особо важная цель»              | Дэниэл Сакхейм | Майкл Брэндон Герико          | 03 мая 2013     | 3X7370      | 1,03                |
| Благодаря наводке Сайруса команда узнает, что Оуэн хочет продать Черный Ящик на саммите G-20 в Торонто. Вскоре после того как Алекс, Майкл и Никита отправляются на миссию, в Отделе появляется отряд морских пехотинцев, направленный для зачистки. Президент Спенсер обещает команде свободу, при условии успешно возвращенного Черного Ящика. Однако операция срывается и Спенсер отдает приказ покончить с Отделом. Пока Биркофф, Сайрус, Соня и Райан прячутся от пехотинцев, Никита и Майкл, при негласной помощи руководствующегося собственной выгодой Оуэна, уничтожают Черный Ящик и отправляют Спенсер доказательство. Президент сдерживает обещание и отзывает пехотинцев, однако празднование успешного завершения миссии прерывает новость о сотрудничестве Аманды с Цехом. |            |                                                      |                |                               |                 |             |                     |
| 66 | 21         | «Invisible Hand» «Невидимая рука»                    | Дуайт Х. Литтл | Хуан Карлос Кото              | 10 мая 2013     | 3X7371      | 1,01                |
| Получив контроль над секретной спутниковой системой Цеха, команда узнает о готовящемся покушении на Мириам Хасан – правозащитницу, борющуюся с торговлей людьми. Во время пресс-конференции её легко ранит Смит, киллер Цеха, которого затем убивает Никита. С помощью телефона Смита команда выходит на лабораторию Цеха в Мичигане. Там Майкл и Никита захватывают доктора Толчера — ученого, разрабатывающего модифицированный чип-убийцу - наноклетки, способные разорвать любой кровеносный сосуд жертвы. Команда вовремя осознает, что Мириам была инфицирована, и Алекс с Майклом успевают её спасти, используя единственную дозу антидота. Никита выслеживает Аманду и узнает, что почти вся миссия была отвлекающим маневром, так как Майкл уже давно заражен через протез. И поскольку весь антидот был использован, Аманда предлагает Никите последнее задание: взамен на порцию противоядия ей нужно убить президента Спенсер. |            |                                                      |                |                               |                 |             |                     |
| 67 | 22         | «Til Death Do Us Part» «Пока смерть не разлучит нас» | Эгил Эгилссон  | Альберт Ким                   | 17 мая 2013     | 3X7372      | 1,00                |
| Аманда вживляет Никите жучок и обещает убить Майкла при любой попытке предупредить его или рассказать о нём кому-то из команды. Биркофф и Майкл замечают странное поведение Никиты и после её отъезда догадываются о прослушке. Биркофф ненадолго взламывает подслушивающее устройство для того, чтобы Никита сообщила Майклу о терзающей её дилемме. Алекс и Майкл отправляются на поиски единственного оставшегося в живых ученого, который может приготовить противоядие, однако Цех успевает расправиться с ним. Майкл врет Никите о том, что сыворотка у него. Никита предупреждает Спенсер о надвигающейся опасности, однако президент совершает самоубийство прямо у неё на глазах. Оказывается главной целью Аманды было лишь обвинить Никиту. Для того, чтобы спасти Майкла, Алекс и Соня решают погрузить его в состояние клинической смерти, дабы таким образом уничтожить наноклетки. Узнав, что Никита бежала, Аманда приказывает ликвидировать Майкла, однако наноклетки не срабатывают и она отправляет оставшихся бойцов «Грязной Тридцатки» зачистить Отдел. После того как Майкл приходит в себя, команда покидает Отдел и взрывает его. |            |                                                      |                |                               |                 |             |                     |

### Сезон 4 (2013)
| № общий | № в сезоне | Название                            | Режиссёр          | Автор сценария                 | Дата премьеры   | Произв. код | Зрители в США (млн) |
| --- | ---------- | ----------------------------------- | ----------------- | ------------------------------ | --------------- | ----------- | ------------------- |
| 68 | 1          | «Wanted» «Погоня»                   | Эгил Эгилссон     | Кристен Рейдель                | 22 ноября 2013  | 4X5251      | 0,74                |
| Спустя три месяца после обвинения в убийстве президента, Никита возвращается в штаты и встречается с репортером Дэйлом Гордоном, который, как она думает, может помочь доказать её невиновность. Однако Аманда и Цех используют Гордона как ловушку, в которую Никита невольно попадается. Майкл спасает её, угрожая директору ФБР Мэттью Грэму. Грэм, оказавшийся ещё одним членом Цеха, серьёзно ранит Никиту. Затем он убивает Гордона, понимая, что тот может помочь ей открыть правду. Между тем Алекс и Соня отправляются в Мумбаи, в поисках следующей операции Цеха. |            |                                     |                   |                                |                 |             |                     |
| 69 | 2          | «Dead or Alive» «Живой или мертвой» | Джон Бэдэм        | Альберт Ким                    | 29 ноября 2013  | 4X5252      | 0,86                |
| Майкл находит потерявшую много крови после ранения Никиту и приводит её к остальным. После того как Грэм обвиняет Никиту в убийстве Гордона, Райан понимает, что Цех использует двойников для замены высокопоставленных лиц, таких как Грэм. Команда придумывает план как продемонстрировать эту подмену общественности убив Грэма, но когда Никита и Майкл уже собираются выстрелить, с ними связывается Аманда и предупреждает, что если они убьют двойника, то Аманда убьет настоящего Грэма, находящегося у неё в плену. Тем временем ЦРУ арестовывает Алекс. |            |                                     |                   |                                |                 |             |                     |
| 70 | 3          | «Set-Up» «Подстава»                 | Марк Дэвид Элперт | Хуан Карлос Кото               | 6 декабря 2013  | 4X5253      | 0,85                |
| Чтобы между США и Пакистаном продолжало нарастать напряжение, Аманда подстраивает доказательства того, что Пакистан заказал Никите убийство президента США. ЦРУ допрашивает Алекс на предмет спонсирования Никиты. В это же время Райан подозревает, что Аманда похитила настоящего Биркоффа и заменила его двойником. Однако Биркофф рассказывает, что на самом деле его зовут Лайонелл Пеллер и его подозрительное поведение связано с тем, что следующий самозванец, которого Цех хочет использовать, выдает себя за его отца – высокопоставленного сотрудника АНБ Рональда Пеллера. Никита решает использовать двойника для поисков настоящего Пеллера. |            |                                     |                   |                                |                 |             |                     |
| 71 | 4          | «Pay-Off» «Расплата»                | Дуайт Х. Литтл    | Терри Маталас и Трэвис Фикетт  | 13 декабря 2013 | 4X5254      | 0,64                |
| Команда отправляется в Пакистан. Вскоре после приземления в самолёт врываются бывшие сообщники Сэма, местные наркоторговцы, и требуют за простой на аэродроме десять миллионов долларов, которые Никита просит у Алекс. Поскольку её счета всё ещё заморожены, Алекс в сопровождении Сэма/Оуэна отправляется в Цюрих, чтобы забрать бриллианты из депозитной ячейки. Сэм видит возможность расплатиться с долгами и решает украсть бриллианты, но на выходе из гостиницы встречает наёмника Цеха и решает вернуться за Алекс. Тем временем Никита и Майкл сталкиваются с Рамоном, который теперь тоже работает на Цех. Пока Майкл пытается убедить Рамона присоединиться к ним, Никита догоняет остальных бойцов и узнает, что через бортовой компьютер пусковой установки одной баллистической ракеты Цех получил контроль над централизованной пакистанской системой управления ракетами. В это же время наёмник рассказывает Алекс, что Сэм пытался обмануть и обокрасть её. Она меняет бриллианты на осколки стекла, кладет в кейс и отправляет Сэма с ним в Париж. С Биркоффом связывается отец и помогает команде определить его местонахождение. Они едут в Дубай, чтобы прекратить злодеяния Цеха раз и навсегда. Пока остальные спасают заложников, в том числе и настоящую Спенсер, Никита пытается убедить Аманду не запускать ракеты, однако Аманда отказывается и Никита решает взорвать командный центр Цеха вместе с пультом управления ракетами. Команда спасает заложников и Джонса - руководителя Цеха, но Аманда погибает. |            |                                     |                   |                                |                 |             |                     |
| 72 | 5          | «Bubble» «Иллюзия»                  | Ник Копус         | Оливер Григсби                 | 20 декабря 2013 | 4X5255      | 0,69                |
| Команду держат на военной базе. ЦРУ требует от них всю правду об Отделе и Никита убеждает остальных её рассказать. Узнав нужное, общество реагирует положительно и Никита становится национальным героем. Тем временем Алекс отправляется в Париж за Сэмом, которого похитили кредиторы. Райан просит встречи с Джонсом. Он уверен, что Цех на самом деле продолжает работу, при этом оставаясь для всех в тени, в частности для Никиты. Джонс рассказывает ему правду, будучи уверенным в том, что больше её никто не услышит. Райана усыпляют и приходит в себя он уже в кресле у Аманды, где она хочет подправить его память, как будто ничего этого не происходило. Ему удается освободиться и атаковать Аманду, однако понимая, что если его схватят, он не сможет передать Никите информацию полученную от Джонса, Райан пробует свой единственный шанс не дать Цеху скрыть это – он выбрасывается из окна. Никита вовремя появляется в больнице, где на предсмертном одре Райан успевает рассказать ей всё, что узнал. Никита решает ликвидировать Группу – оставшихся глав Цеха и просит Алекс помочь. |            |                                     |                   |                                |                 |             |                     |
| 73 | 6          | «Canceled» «Ликвидация»             | Эгил Эгилссон     | Альберт Ким и Хуан Карлос Кото | 27 декабря 2013 | 4X5256      | 0,82                |
| Видя как Райан умирает у неё на глазах, Никита настраивается на месть больше, чем когда либо. Вместе с Алекс они охотятся за оставшимися членами Группы. Прознав о её крестовом походе, они собираются вместе для обсуждения дальнейших действий, где и оказываются в ловушке. И пока Майкл, Биркофф и Сэм пытаются по телефону убедить Никиту отказаться от этой затеи, ради всеобщего блага, морпехам приказано остановить её любым доступным способом, в случае неудачи переговоров. Однако Никита не собирается отступать и Алекс приходится напасть на неё, чтобы спасти ей жизнь. Никите удается убить оставшихся руководителей и её вместе с Алекс и Биркоффом арестовывают. Сэм и Майкл решают объединиться и спасти их, освободив высокопоставленных пленников, подконтрольные Аманде двойники которых сейчас занимают должности по всему миру. Тем временем Аманда приходит к Никите в камеру и благодарит её за ликвидацию Группы, благодаря которой она теперь планирует взять управление всем Цехом в свои руки. Однако Никита признается, что не убивала их, а лишь захватила и использовала, чтобы выманить Аманду. Никита оставляет её в камере навсегда, бросая напоследок: «Добро пожаловать обратно в подвал, Хелен». |            |                                     |                   |                                |                 |             |                     |